# Uliczka chmur

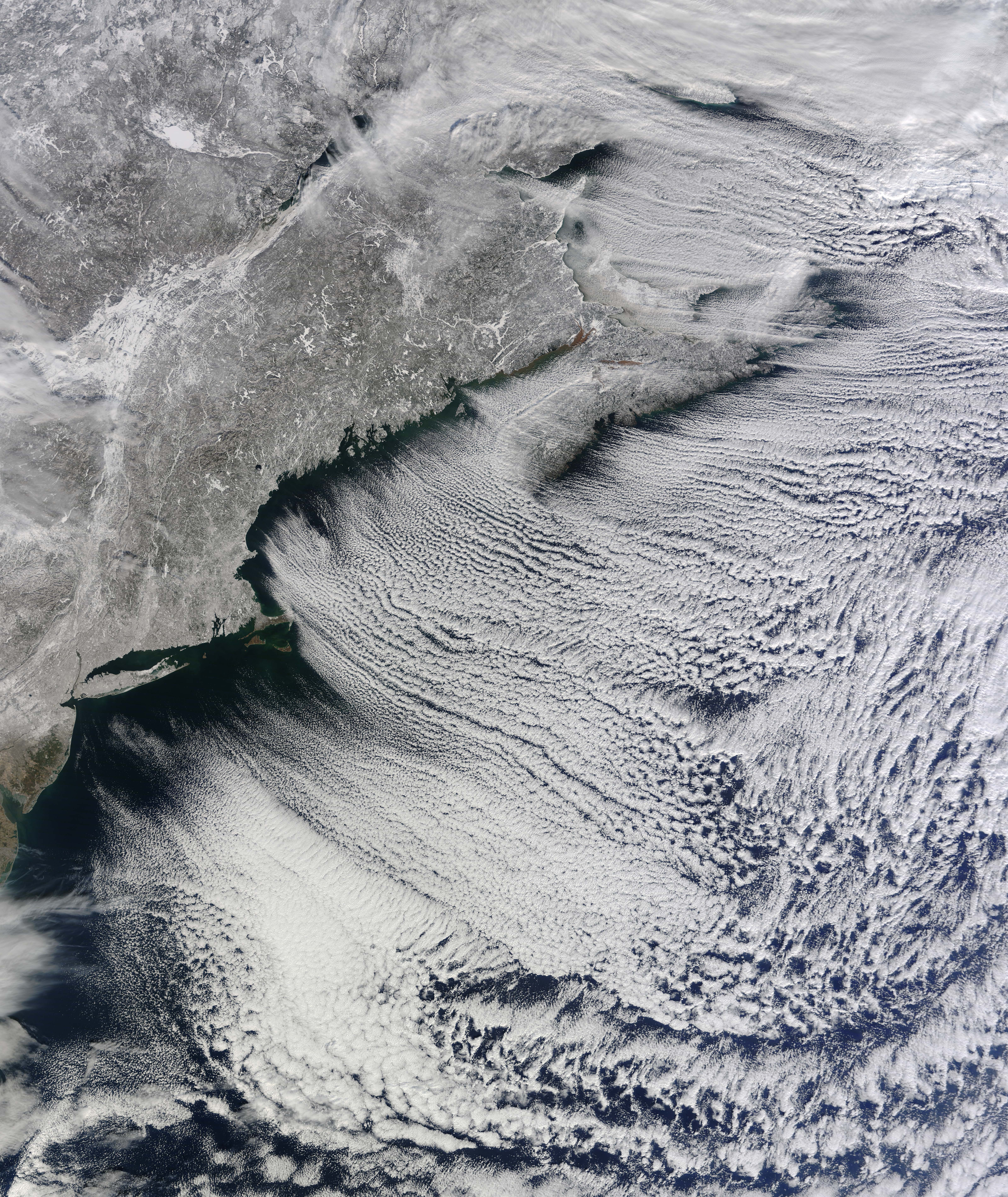
Uliczki chmur nad oceanem u wybrzeża Nowej Anglii

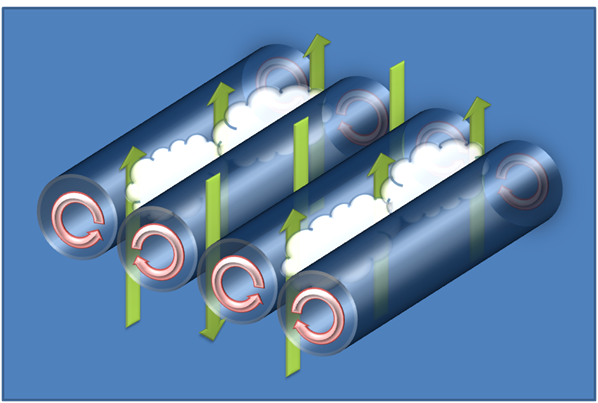
Schemat powstawania uliczek chmur

Uliczka chmur ((ang.) cloud street; szlak chmur, grzęda chmur) – w meteorologii pasmo chmur kłębiastych. Takie pasma tworzą się w miejscu zderzenia prądów wstępujących w sąsiednich komórkach konwekcyjnych, mających kształt rolek.
Z uliczkami chmur mogą być związane fale konwekcyjne wykorzystywane w szybownictwie.